# Proces produkcji gry komputerowej The Last of Us

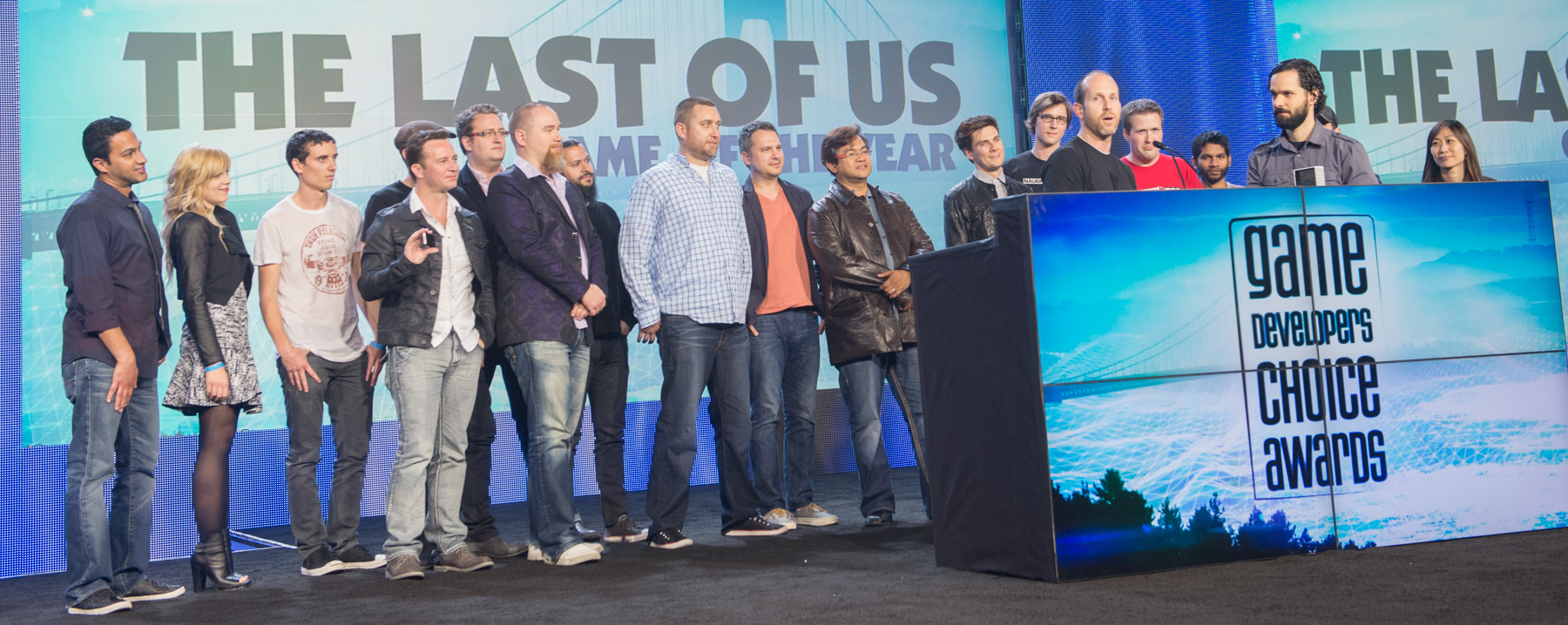
Część zespołu Naughty Dog przyjmująca nagrodę dla gry roku podczas Game Developers Choice Awards za rok 2013.

Proces produkcji gry komputerowej The Last of Us rozpoczął się po premierze Uncharted 2: Pośród złodziei w październiku 2009. Gra wydana została przez Sony Computer Entertainment 14 czerwca 2013. Trzyletni proces produkcyjny przez większość czasu był trzymany przez studio Naughty Dog w tajemnicy. W The Last of Us gracz wciela się w Joela, przemytnika w średnim wieku, który podejmuje się ochraniania czternastoletniej Ellie podczas podróży przez postapokaliptyczne Stany Zjednoczone w celu odnalezienia naukowców mogących opracować lek na infekcję dziesiątkującą ludzkość, na którą dziewczyna jest odporna. Dyrektor kreatywny Neil Druckmann, dowiedziawszy się o maczużniku, głównymi przeciwnikami postanowił uczynić zarażonych ludzi, zmutowanych wskutek styczności z owym grzybem. Fabuła osadzona jest dwadzieścia lat po pandemii, która doprowadziła do zniszczenia większości ludzkiej cywilizacji.
Ellie pierwotnie miała być córką Joela, jednak twórcy uznali, że taka relacja zbytnio ograniczałaby możliwość rozwoju postaci. W głównych rolach obsadzono Troya Bakera i Ashley Johnson, którzy wcielali się w postacie zarówno podczas sesji przechwytywania ruchu, jak i użyczając im głosów. Aktorzy współpracowali z twórcami gry w celu rozwinięcia swoich bohaterów oraz opowiadanej historii. Relacja Joela i Ellie stanowiła główny trzon The Last of Us i to wokół niej nabudowano kolejne elementy gry. Wraz z rozwojem projektu zmieniano też inne postacie, które ostatecznie okazały się zupełnie inne, niż pierwotnie planowano.
Muzykę napisał argentyński muzyk Gustavo Santaolalla; twórcy zaproponowali mu współpracę już na wczesnym etapie produkcji, a powodem zaangażowania go był przede wszystkim jego minimalistyczny styl. Takowym charakteryzowały się też inne elementy gry, w tym chociażby akcja, projekt dźwięku i scenografie. Żeby osiągnąć jak najlepszy efekt, na wczesnym etapie zaczęto też projektować dźwięki wydawane przez zarażonych oraz scenografie, które nadawały ton innym aspektom gry. Na potrzeby The Last of Us studio ulepszyło swój silnik, przede wszystkim pod względem oświetlenia i animacji.
The Last of Us oficjalnie zapowiedziano w 2011; po zapowiedzi produkcja była intensywnie promowana przez Naughty Dog i Sony, stając się jedną z najbardziej wyczekiwanych gier. Studiu nie udało się wydać jej w pierwotnie zakładanym terminie; premierę opóźniono o kilka tygodni, żeby móc nadać całości ostatnie szlify. Gra promowana była licznymi materiałami filmowymi i pokazami prasowymi, po zapowiedzi przedstawiano informacje o dalszym cyklu produkcyjnym. The Last of Us zostało wydane w kilku wersjach, gra doczekała się także komiksu będącego jej prequelem.

## Produkcja
Wstępne prace nad The Last of Us, wtedy jeszcze pod nazwą kodową Project Thing albo T1, rozpoczęły się po premierze Uncharted 2: Pośród złodziei (październik 2009). Po raz pierwszy w historii studio podzieliło się wtedy na dwa zespoły – jeden pracował nad Uncharted 3: Oszustwem Drake’a (2011), a drugi nad nową marką. Wiceprezesi studia, Evan Wells i Christophe Balestra, do zarządzania nowym projektem wybrali reżysera Bruce’a Straleya i scenarzystę oraz dyrektora kreatywnego Neila Druckmanna. Straley, zatrudniony w Naughty Dog od marca 1999, został wybrany ze względu na doświadczenie, jakie nabył przy poprzednich grach, z kolei Druckmann, pracujący w studiu od 2004, ze względu na determinację i talent do projektowania gier.

### Fabuła i świat gry
W 2004 roku, będąc jeszcze na studiach, Druckmann wziął udział w konkursie na wymyślenie konceptu gry komputerowej, która zostałaby przedstawiona George’owi A. Romerowi, mającemu wybrać zwycięzcę. Jego pomysłem było połączenie rozgrywki z gry Ico (2001) z fabułą rozgrywającą się podczas apokalipsy zombie, jak w Nocy żywych trupów (1968) Romera; głównym bohaterem byłaby postać podobna do Johna Hartigana z serii komiksów Sin City (1991–2000). Miałby to być policjant, któremu przydzielone zostaje zadanie ochraniania młodej dziewczyny, ale ze względu na problemy z sercem głównego bohatera gracze często wcielaliby się w jego protegowaną, co odwracałoby role. Po tym, jak pomysł nie wygrał konkursu, Druckmann stworzył na jego podstawie scenariusz 6-zeszytowego komiksu The Turning, który został odrzucony przez niezależnego wydawcę. Powrócił do niego podczas prac nad zarysem fabularnym The Last of Us. Początkowy koncept na grę, pod roboczym tytułem Mankind, zakładał, że zarażone mogły zostać tylko kobiety. Fabuła opowiadałaby o mężczyźnie chroniącym jedyną odporną na zarazę kobietę w drodze do laboratorium, gdzie mogłoby zostać stworzone lekarstwo. Koncept ten został szybko porzucony, głównie ze względu na negatywne zaopiniowanie przez pracowniczki Naughty Dog, które uznały go za mizoginistyczny.

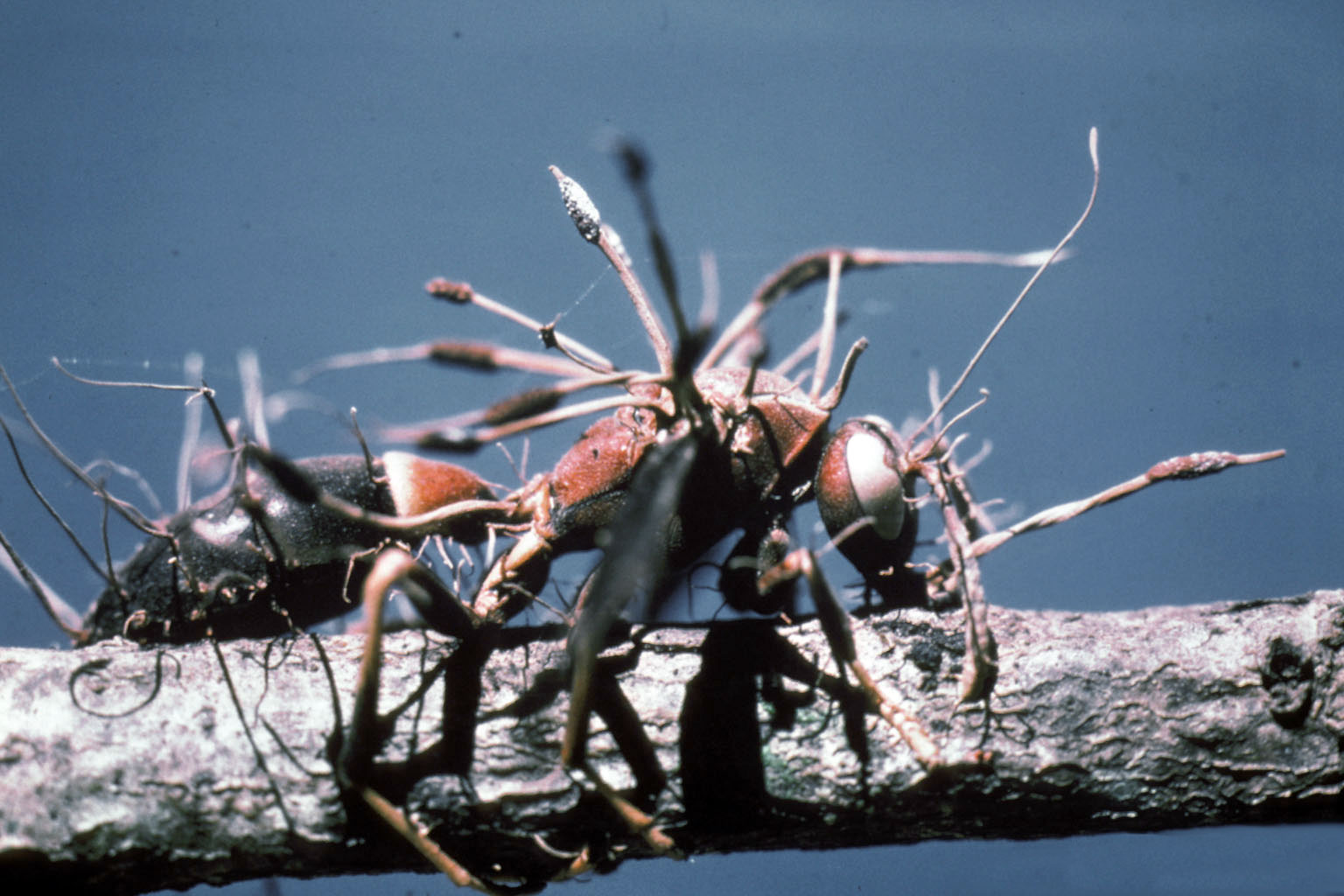
Mrówka zarażona maczużnikiem. Chociaż ten gatunek grzyba atakuje tylko insekty, koncept The Last of Us opiera się na założeniu, że w ten sam sposób mógłby oddziaływać również na ludzi.

Zarażeni, stanowiący jeden z głównych elementów gry, zainspirowani zostali fragmentem serialu przyrodniczego BBC Planeta Ziemia (2006) poświęconym pasożytniczym grzybom Cordyceps, zwanych też maczużnikami. Chociaż grzyb infekuje głównie insekty, przejmując kontrolę nad ich funkcjami motorycznymi i zmuszając je do dalszego jego rozprzestrzeniania, w grze jest zdolny zarazić ludzi; ostatecznie wywołuje to pandemię, która prowadzi do upadku ludzkości. The Last of Us nie wyjaśnia bezpośrednio źródła wirusa; jak stwierdził Straley, studio chciało skupić się na postaciach, a nie na zarazie. Z tego powodu historia upadku ludzkości przedstawiana jest w formie podtekstów, a nie w sposób bezpośredni. Straley porównał podtekst z The Last of Us do tego z BioShock Infinite (2013). Jego zdaniem Infinite stało się źródłem wielu dyskusji wewnątrz branży, co świadczy o tym, że zaczęła ona dojrzewać. Dodał również: „Poznałem już wystarczająco dużo dobrych historii dzięki książkom i filmom. Przyszedł czas, żeby dostarczały ich też gry komputerowe”. Zarażeni wprowadzeni zostali do The Last of Us jako sposób mający zmusić graczy do zbadania limitów ludzkiej wytrwałości. Tworząc grę twórcy przez cały czas podkreślali, że „zarażonych” w żaden sposób nie należy porównywać do zombie.
Żeby gra była jak najbardziej realistyczna, zespół przeprowadził bardzo dokładną analizę prawdopodobieństwa świata przedstawionego. Inspirując się książką Alana Weismana Świat bez nas (2007) Naughty Dog stworzyło świat zmuszający gracza do podejmowania decyzji i odpowiedniego zarządzania ograniczonymi zasobami. Druckmann znalazł inspiracje również w wydarzeniach historycznych. Pandemia hiszpanki w 1918 miała uzmysłowić mu, jak wiele człowiek jest w stanie zrobić, żeby przetrwać i jak bardzo popada w paranoję, kiedy stoi przed widmem wyginięcia, a epidemia polio w latach 80. XIX wieku wpływ klas społecznoekonomicznych na obarczanie się winą za tragedię. Druckmann i Straley przyznali, że zainspirowała ich również Amy Hennig, główna scenarzystka i dyrektor kreatywna serii Uncharted (2007–2011), jej „perfekcjonistyczny sposób myślenia” oraz oddanie postaciom. Pod względem prostoty i intensywności twórcy inspirowali się również Grawitacją Alfonsa Cuaróna (2013).
Pisząc scenariusz Druckmann starał za wszelką cenę wystrzegać się „nadętych dialogów”, chcąc, żeby wszystko było „zwięzłe i naturalne”. Community strategist Eric Monacelli stwierdził, że motywami przewijającymi się przez całą fabułę są „miłość, lojalność i odkupienie”, które mają w grze kluczowe znaczenie, z kolei Arne Meyer uznała, że przedstawiona w The Last of Us przemoc pasuje do narracji. W podobnym tonie o przemocy wypowiedział się Straley, stwierdzając: „żeby mieć światło, potrzeba ciemności”. Projektant gry Anthony Newman powiedział, że gra stara się przedstawić, jak ludzie działający pod presją radzą sobie w ekstremalnych sytuacjach, a jednym ze sposobów do osiągnięcia tego celu jest przemoc i walka. Zespół chciał zestawić ze sobą mroczne motywy scenariusza z „pięknem” scenerii.
Ważnym motywem przewijającym się przez całą grę jest „życie toczy się dalej”. Zdaniem wielu dziennikarzy motyw ten najbardziej obrazowo zostaje przedstawiony w scenie mającej miejsce pod koniec, kiedy Joel i Ellie natrafiają na stado żyraf, które po upadku ludzkości uciekły z zoo i żyją na wolności w ruinach ludzkich miast. Grafik koncepcyjny John Sweeney wyjaśnił, że wydarzenie to miało „na nowo rozpalić chęć do życia” w Ellie, pobudzić jej ciekawość i pozwolić zapomnieć o otaczających ją bezustannie znoju i śmierci. Ujawnił, że pierwotnie planowano spotkanie ze stadem zebr, ale ostatecznie zamieniono je na żyrafy – delikatne i pełne gracji, będące „najbardziej niezwykłą rzeczą, na jaką mogła natrafić Ellie”. Druckmann przyznał, że scena ta „robi wrażenie ze względu na wszystkie okropieństwa”, jakich dziewczyna doświadczyła wcześniej. Lucy O’Brien z IGN-u zinterpretowała tę scenę jako przypomnienie o tym, że Ellie nadal jest jeszcze młoda, chociaż „ograbiono ją z jakichkolwiek pozorów dzieciństwa”, z kolei Kirk Hamilton z Kotaku jako promyk nadziei po konfrontacji z Davidem, przez którą dziewczyna zaczęła cierpieć na zespół stresu pourazowego.
Twórcy chcieli, żeby zakończenie pozostawiało pole do interpretacji. Według Straleya „nie jest to typowe zakończenie, ale mimo wszystko całkiem zgrabne rozwiązanie”. Zarówno on, jak i Druckmann przyznali, że denerwowało ich, kiedy gracze zaczęli domagać się, żeby na końcu mogli podjąć wybór. Straley dodał, że większość osób optujących za takim rozwiązaniem przyznała, że i tak zdecydowałaby się na takie zakończenie, jakie przedstawili twórcy. Na wczesnym etapie prac rozważano zakończenie zmuszające Ellie do zabicia kogoś, żeby uratować uwięzionego Joela, zostało ono jednak porzucone, ponieważ uznano, że nie jest zgodne z rozwojem postaci. Chociaż gracze fokusowi otwarcie przyznawali, że nienawidzą zakończenia i sugerowali inne rozwiązania, Druckmann upierał się przy nim. Kiedy muzyka i rozgrywka były na finiszu, grupa fokusowa zaczęła bardziej je doceniać. Odnosząc się do zakończenia, Dean Takahashi z VentureBeat zacytował Listę Schindlera (1993): „Kto ratuje jedno życie, ten ratuje cały świat”, stwierdzając, że w The Last of Us przedstawiono coś dokładnie odwrotnego – ratując jedno życie, gracz skazuje cały świat na zagładę.

### Postacie
W Joela wcielił się doświadczony aktor głosowy Troy Baker, a w Ellie aktorka Ashley Johnson. Większość scen z udziałem tych postaci została zrealizowana przy użyciu technologii przechwytywania ruchu – w ten sposób nagano około 85% wszystkich animacji w grze, podczas gdy dodatkowe kwestie dialogowe dogrywano później w studiu dubbingowym. Sesje przechwytywania ruchu pierwotnie reżyserować miał Gordon Hunt, pracujący wcześniej przy grach z serii Uncharted, jednak kiedy studio zdało sobie sprawę, że The Last of Us wymaga innego podejścia, rozpoczęto poszukiwania nowego reżysera. Pisząc ogłoszenie o pracę, Druckmann weryfikował, jakie umiejętności powinna mieć taka osoba; zdał sobie sprawę, że sam mógłby podjąć się tego zadania, a jego kandydatura została zatwierdzona przez studio.
Twórcy szybko stwierdzili, że Johnson idealnie nadaje się do roli Ellie; znacznie więcej czasu poświęcili na poszukiwania aktora, który wcieliłby się w Joela, ponieważ imperatywem była odpowiednia chemia pomiędzy postaciami. Kiedy Baker wziął udział w próbach z Johnson, zespół uznał, że pomimo młodego wieku ma wszystkie cechy, które powinien mieć Joel. Druckmann przyznał, że Bakera wybrano ze względu na głos i sposób, w jaki się porusza. Oboje aktorów miało znaczący wpływ na rozwój granych przez siebie postaci. Przykładowo, Baker przekonał Druckmanna, że Joel powinien dbać o Tess, ponieważ jest człowiekiem samotnym, z kolei Johnson, że Ellie powinna być postacią silniejszą i lepiej umiejącą o siebie zadbać. Niektóre rozmowy pomiędzy Joelem a Ellie były improwizowane przez aktorów. Druckmann przyznał, że w scenariuszu znalazła się duża liczba niepotrzebnych dialogów, które miały być odtwarzane podczas rozgrywki; pozwolił aktorom zagrać tylko to, co ich zdaniem było potrzebne i pasowało do ich bohaterów. Postacie Joela i Ellie były podstawą The Last of Us – najpierw zarysowano relacje pomiędzy nimi, a dopiero później rozpoczęto prace nad innymi aspektami gry.
Od samego początku zespół chciał, żeby w grze znalazły się dwie grywalne postacie, z których każda będzie miała własny, mający duże znaczenie wątek fabularny. W trzecim akcie, zatytułowanym „Zima”, gracze wcielają się w Ellie, co twórcy trzymali w tajemnicy przed premierą i jawnie kłamali na ten temat w wywiadach, żeby zaskoczyć odbiorców. W tajemnicy trzymano również odporność Ellie na Cordyceps i prolog, w którym gracz kontroluje córkę Joela, Sarę. Zmiana z Joela na Ellie oznacza zmianę ról jako obrońcy, co nawiązuje do konceptu wymyślonego przez Druckmanna na studiach. Interakcje pomiędzy postaciami zostały zainspirowane przez relacje Nathana Drake’a i Tenzina w Pośród złodziei, te zaś przez Ico. Protagoniści stanowią odzwierciedlenie dwóch „epok” przedstawionych w grze: Joel reprezentuje świat sprzed pandemii, w którym spędził większość życia, a Ellie ten postapokaliptyczny, w którym się urodziła. Podczas gdy Joel jest zdruzgotany stratą, jakiej doświadczył, Ellie stara się zachować optymizm. Wraz z tym, jak coraz lepiej poznają świat i spędzają ze sobą więcej czasu, zaczynają się uzupełniać – Joelowi powoli wracają chęci do życia, a Ellie uczy się więcej o przetrwaniu.

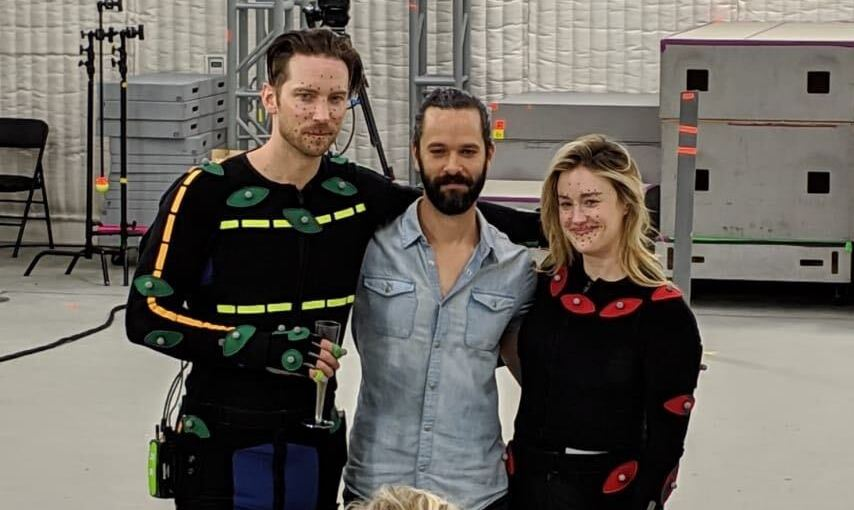
Od lewej do prawej: Baker, Druckmann i Johnsonn na planie przechwytywania ruchu do The Last of Us Part II.

Druckmann napisał Joela inspirując się graną przez Josha Brolina postacią Llewelyna Mossa z To nie jest kraj dla starych ludzi (2007), którego postrzegał jako „wyciszonego i działającego na luzie nawet pod presją”. Po zatrudnieniu Bakera, który uczynił Joela bardziej emocjonalnym, został on rozwinięty w innym kierunku. Fabuła eksploruje zagadnienie tego, ile ojciec jest w stanie poświęcić, żeby ocalić swoje dziecko. Początkowo Joel jest skłonny oddać za Ellie własne życie, następnie poświęcić przyjaciół, aż ostatecznie poświęca dla niej całą ludzkość. Według Druckmanna gracze, zwłaszcza rodzice, mogą utożsamiać się z Joelem, jak również czuć więź z Ellie. Baker uważa, że w toku fabuły Joel poznaje różne strony moralności, próbując zrozumieć różnice pomiędzy stratą a poświęceniem, przez co zaczyna uwidaczniać się jego prawdziwa osobowość. Podczas przesłuchań do roli Baker otrzymał charakterystykę postaci, w której stwierdzono m.in., że „niewiele jest rzeczy moralnie wątpliwych, których Joel jeszcze nie zrobił”, co dla aktora stało się „punktem zaczepienia” w kreowaniu go. Znaczącym wyzwaniem dla Bakera było nagranie prologu, zakończonego sceną, w której córka Joela Sarah (Hana Hayes) umiera w jego ramionach. Po zobaczeniu efektu końcowego z pierwszego dnia nagrań tej sceny Druckmann stwierdził, że można zagrać ją lepiej. Podczas kolejnych podejść Druckmann wyjaśniał Bakerowi, jak powinien zagrać tę scenę. Aktor początkowo uznał, że propozycja Druckmanna była zbyt „mechaniczna”, po czasie przyznał jednak, że wcześniej za bardzo starał się popisać umiejętnościami aktorskimi, „a nie o to w tej scenie chodziło”.
Wcielając się w Ellie, Johnson napotkała na wyzwania sprawiające, że niektóre sceny były dla niej niekomfortowe. W jednym z wywiadów przyznała: „Były takie dni, kiedy nagrywaliśmy rzeczy, które nawet osobę w moim wieku wprawiały w zakłopotanie”. Aktorka stwierdziła, że w grach komputerowych rzadko przedstawia się silne postacie kobiece takie jak Ellie, była więc podekscytowana mogąc zagrać takową. Druckmann zapytany o to, co zainspirowało Ellie jako część rozgrywki, stwierdził, że jeden z pomysłów, na jaki wpadł ze Straleyem podczas prac nad Pośród złodziei. W grze miała pojawić się niema postać nakazująca Nathanowi Drake’owi podążanie za nią, co ostatecznie miało doprowadzić do stworzenia „pięknej więzi” poprzez samą rozgrywkę. Chociaż koncept ten nie trafił do ostatecznej wersji gry, powrócił podczas prac nad nowym projektem studia, a ostatecznie – po wielu zmianach – prowadząc do powstania Ellie. Druckmann przyznał, że tworząc postać Ellie czerpał inspirację również z wojen w Syrii i Afganistanie; uznał, że konflikt ten wywiera znaczący wpływ na dzieci z tych krajów, a Ellie zmaga się z czymś podobnym.
Tess pierwotnie miała być główną antagonistką, przez rok ścigającą Joela z zamiarem zemszczenia się na nim, ostatecznie ginąc z ręki Ellie. Zespół po namyśle stwierdził, że jest mało prawdopodobne, żeby Tess, którą napisali, żywiła urazę do Joela przez taki czas, co doprowadziło do przepisania scenariusza. Wcielająca się w Tess aktorka Annie Wersching była pod wrażeniem zarówno scenariusza, jak i umiejętności Druckmanna potrafiącego napisać wyróżniające się postacie kobiece. Orientacja seksualna Billa początkowo pozostawiała pole do interpretacji, ale po wstępnym odczycie scenariusza Druckmann zmienił kilka dialogów w taki sposób, żeby nikt nie miał wątpliwości, że Bill jest gejem. Żeby uczynić Billa bardziej interesującą postacią, Druckmann uciekł się do zastosowania konceptu stwierdzeń sprzecznych: chociaż Bill twierdzi, że przywiązywanie się do kogoś zmniejsza szanse na przetrwanie, to miał chłopaka, o którego naprawdę się troszczył. Doświadczony aktor głosowy Nolan North, wcielający się też w Nathana Drake’a – głównego bohatera serii Uncharted – w The Last of Us został obsadzony w roli Davida, jednego z antagonistów. North przeanalizował różne aspekty osobowości postaci, w którą przyszło mu się wcielić, uznając, że David jest przede wszystkim ocalałym. Aktor uznał, że jest w stanie utożsamić się z Davidem i zrozumieć jego motywy, jeśli uwzględnić realia, w jakich przyszło mu żyć. Jego zdaniem David początkowo próbował chronić Ellie, uznając ją za „promyk nadziei”.
Zespół uznał, że połączenie postapokaliptycznego świata i elementów survival horroru daje sposobność do lepszego rozwinięcia postaci. Tworząc The Last of Us twórcy czerpali inspirację z prac nad grami z serii Uncharted, wykorzystując nabytą wcześniej umiejętność połączenia sprzecznych interesów bohaterów zarówno w warstwie fabularnej, jak i w rozgrywce. Po zapoznaniu się z książkami Droga Cormaca McCarthy’ego (2006) i Miasto złodziei Davida Benioffa (2008) oraz z filmem To nie jest kraj dla starych ludzi stwierdzili, że charakteryzują je zapadające w pamięć postacie, co stanowiło dla nich impuls, żeby takowe przedstawić też w The Last of Us. Odnosząc się do tego aspektu Straley stwierdził: „Możemy sprawić, żebyście jako gracze lepiej poczuli, jak to jest znaleźć się w świecie, w którym liczy się każda kula, a każdy krok, który stawiacie, stanowi o waszym być albo nie być”. Twórcy uznali również, że „presja świata” pozwoliła na lepsze rozwinięcie postaci – realia, w jakich przyszło im żyć, zmuszały ich do podejmowania decyzji pozwalających na ich rozwój w takim czy innym kierunku.

### Oprawa techniczna i rozgrywka
Na potrzeby The Last of Us zespół musiał opracować nowy silnik spełniający jego potrzeby. Sztuczną inteligencję (SI) zaprojektowano tak, żeby współdziałała z graczem w sposób bardziej „intymny”, niż w poprzednich grach studia. Znaczącym czynnikiem mającym wpływ na przepisanie silnika było dodanie Ellie jako SI. Twórcy celowo napisali jej SI w taki sposób, żeby zawsze trzymała się Joela, nie chcąc, żeby była dla gracza „ciężarem”. Programista Max Dyckhoff ujawnił, że projektując Ellie jako SI starał się wyobrazić, czego doświadczyła wcześniej, żeby jej zachowanie było realistyczne. SI przeciwników, którą uznano za jeden z ważniejszych elementów gry, została zaprojektowana tak, żeby podejmowała przypadkowe decyzje; wrogowie badają otoczenie, starając znaleźć się najlepszą taktykę, żeby zaatakować postać kontrolowaną przez gracza. Rozwiązanie to miało sprawić, żeby gracze w jakiś sposób mogli utożsamiać się z wrogami. Silnik odpowiedzialny za oświetlenie został przepisany w taki sposób, żeby mógł obsługiwać miękkie światła, dzięki czemu promienie słoneczne prześwitują przez obiekty albo odbijają się od powierzchni. Sporym wyzwaniem okazał się projekt rozgrywki, przez co każda mechanika była poddawana wnikliwej analizie. Druckmann stwierdził: „Czuliśmy dużą presję, żeby dodać rzeczy, które sprawią, że gra będzie »super«, ale zachowanie równowagi momentami było naprawdę trudne”. Broń, w którą wyposaży się gracz, wpływa na zachowanie ludzkich przeciwników, a system skradania się celowo zaprojektowano tak, żeby sprawiał wrażenie desperackiego kroku, dzięki czemu gracz miał poczuć się podobnie. Projektant Ricky Cambier powiedział, że podczas projektowania rozgrywki zespół inspirował się grami komputerowymi Ico i Resident Evil 4. Jak stwierdził, chcieli połączyć ze sobą „postacie i budowanie interakcji pomiędzy nimi” obecne w Ico z „napięciem i akcją” charakteryzującymi Resident Evil 4.
W grze celowo nie zawarto wielu tropów typowych dla gier komputerowych, takich jak chociażby walki z bossami, nie zaimplementowano też tradycyjnego systemu osłon, żeby gracz bezustannie pozostawał w ruchu. Zamiarem zespołu było też, żeby gracz ciągle odczuwał niedobory, przede wszystkim zbieranych po drodze zasobów. Jak wyjaśnił Straley: „Nie możesz stać się niezniszczalny”. Decyzja ta wpływała również na wiele rozwiązań projektowych, takich jak chociażby bezwładność animacji i mechanikę walki wręcz. Chcąc nadać grze większego realizmu mechanikę walki zaprojektowano tak, żeby gracz dużo czasu spędzał na jej planowaniu, a w przypadku zaalarmowania zarażonych zmuszony był do wycofania się. To ostatnie rozwiązanie trafiło do gry nawet pomimo tego, że podczas testów uznano je za „antymechanikę rozgrywki”. Walkę zaprojektowano jako mającą sprawiać wrażenie intensywnej, dlatego w jej trakcie kamera celowo przysuwa się bliżej gracza, żeby „czuł każde uderzenie”. Twórcy wiedzieli, że gra zmusza gracza do podejmowania trudnych decyzji – tak w kwestii walki i skradania, jak i zarządzania zasobami – co miało pozwolić na lepsze zrozumienie decyzji podejmowanych przez postacie.
Ze względu na specyfikę The Last of Us, z rozgrywki usunięto wiele elementów rozgrywki obecnych wcześniej w Uncharted. Joel stał się postacią bardziej „przyziemną i mniej zwinną” niż Nathan Drake. Zmieniono kąt kamery i system walki wręcz, żeby pasowała ona do wizji twórców na nową grę. Niektóre elementy rozgrywki zainspirował postapokaliptyczny świat przedstawiony, np. rozwiązywanie łamigłówek środowiskowych wprowadzono w następstwie silnych prądów wodnych, które uniemożliwiały postaciom przejście dalej. Twórcy przyznali, że minimalizm wielu aspektów zainspirowany został przez To nie jest kraj dla starych ludzi, a dzięki temu rozwiązaniu doświadczenie z grą miało być „bardziej intymne”. Zespół zdecydował się oddać do dyspozycji graczy opcjonalne ścieżki prowadzące do celu, a chociaż na pewnym etapie produkcji część uznała je za bezcelowe, ostatecznie pozostawiono je, ponieważ wydawały się „naturalne i organiczne”.
W grze wieloosobowej dostępne są trzy tryby rozgrywki; twórcy starali się ograniczyć ich liczbę i nie tworzyć na siłę więcej, niż jest to potrzebne, żeby zapewnić „głębsze doświadczenie”. Gra wieloosobowa została zainspirowana starciami z kampanii fabularnej; zespół starał się odtworzyć ich wolne tempo i zachować podobny system wytwarzania przedmiotów. Zamierzenia te osiągnięto poprzez zwiększenie skuteczności broni i rozmieszczenie surowców w strategicznych miejscach na mapie, co miało wymuszać skradanie się i ostrożne planowanie zasadzek oraz pracę zespołową. Erin Daly, główna projektantka trybu, przyznała, że trudno było skutecznie osadzić w nim wolniejszą rozgrywkę, ponieważ „w większości wieloosobowych strzelanek gracze biegną na złamanie karku i strzelają bez namysłu we wszystko, co się rusza”. Tryb zaprojektowano tak, żeby gracze mogli wybrać preferowany przez siebie styl gry, mogąc być np. snajperem albo wsparciem. Wprowadzenie systemu cucenia powalonych sojuszników, wykrwawiających się po otrzymaniu odpowiedniej ilości obrażeń, miało nadać grze ciężaru, a strata członka zespołu miała być odpowiednio bolesna i odczuwalna. Projektując grę wieloosobową chciano, żeby gracze dysponowali jak najmniejszą liczbą informacji o tym, gdzie znajduje się zagrożenie, a otrzymywali jedynie pomniejsze wskazówki. Miało to sprawiać, że członkowie zespołu muszą bezustannie obawiać się o to, że zostaną wykryci, co w połączeniu z wysoką skutecznością broni mogło być brzemienne w skutkach. System kupowania przedmiotów i ulepszeń zaprojektowany został na wzór gier fabularnych, z możliwością nabywania zawartości za punkty doświadczenia.
Modelując kształty sylwetek postaci i ich animacje szkieletowe zastosowano nowe metody, których zespół nie używał przy wcześniejszych grach. Lead character technical director Judd Simantov przyznał, że pod względem sprzętowym największym wyzwaniem było stworzenie twarzy. Żeby zachować ich odpowiedni kształt i uniknąć potencjalnych niezręczności, modelowano je z otwartymi ustami i delikatnie przymrużonymi oczami. Bazowano na systemie kodowania ruchów mimicznych, co pozwoliło na podejście do projektu twarzy z uwzględnieniem anatomii. Wykorzystanie większej gęstości siatki umożliwiło zwiększenie objętości i zagnieceń w kształcie twarzy, co skutkowało czystszymi sylwetkami i kształtami. Wprowadzenie rozszerzających się źrenic umożliwiło dodatkowe podkreślenie subtelnych reakcji. Bazą dla ciał postaci były te z Pośród złodziei, które odpowiednio zmodyfikowano; dodano animację stawów nadgarstka, co pozwoliło na stworzenie większej liczby kształtów dłoni i zwiększenie ich elastyczności. Innymi subtelnymi dodatkami były możliwość kontrolowania ruchu ramienia oraz wprowadzenie systemu mięśni. Żeby uniknąć nienaturalnego odkształcania się materiału zaimplementowano czasy wykonywania programu. Pełny model postaci składa się z 326 stawów, z czego 98 przypada na twarz, 85 zarządza czas wykonywania programu, a 241 powiązano z animacjami.
Podczas produkcji wielokrotnie zmieniano interfejs użytkownika. Jego projektantka, Alexandria Neonakis, pierwotnie planowała, żeby system ulepszania broni był zintegrowany z miejscem na nie w plecaku, co miało bezustannie przypominać graczom o konieczności ich ulepszenia. W miarę wprowadzania kolejnych zmian stwierdziła, że rozwiązanie to skutkuje zaśmieceniem IU. Ostatecznie postanowiono, że bronie ulepszane będą przy warsztatach, które sporadycznie można znaleźć w świecie gry, co jednocześnie wyeliminowało problem polegający na tym, że gracz mógł niechcący ulepszyć najmniej potrzebną rzecz zamiast zachować części na później do ulepszenia czegoś, co bardziej mu się przyda. Po rozdzieleniu systemów zarządzania bronią i jej ulepszania postanowiono, że broń wybierana będzie z koła, jednak to rozwiązanie uznano za „powolne i nieporadne”, wobec czego zastąpiono je listą preferowanych. Podczas testów Neonakis stwierdziła, że i ten projekt nie zdaje egzaminu, zmuszając graczy do nawigowania po menu podczas intensywnej, nie dającej się zapauzować walki. To doprowadziło do powstania ostatecznego projektu, wprowadzającego menu, do którego można przypisać broń oraz zmienić ją w trakcie walki za pomocą pada kierunkowego. Żeby zintegrować IU z grą Neonakis rozdzieliła poszczególne jego elementy i zmieniła ich format. Programista interfejsu Paul Burg zapewnił jej narzędzia pozwalające na przesuwanie elementów IU na ekranie. Wszystkie animowane przejścia interfejsu zostały zaszyte bezpośrednio w kodzie gry, co utrudniło płynną ich zmianę. Neonakis stwierdziła, że była to praca „żmudna, momentami niesamowicie frustrująca”, ale jednocześnie wymuszała na wszystkich kreatywność. System wytwarzania przedmiotów został umieszczony bezpośrednio w rozgrywce, żeby gracze czuli się w nią bardziej zaangażowani, co główny projektant Jacob Minkoff uzasadnił: „Chcieliśmy, żeby było to proste i na tyle szybkie, żebyś miał wrażenie, że możesz poświęcić tę chwilę na stworzenie czegoś, co w ciągu następnych trzydziestu sekund może zadecydować o twoim być albo nie być”.

### Projekt artystyczny
Projektując oprawę wizualną gry twórcy czerpali inspirację z różnych źródeł. Projekt zalanego Pittsburgha zainspirowały zdjęcia dzielnicy Nowego Orleanu Lower Ninth Ward zrobione przez Roberta Polidoriego po huraganie Katrina. Straley stwierdził, że były one „niesamowicie piękne, a zarazem przerażające”, zaś w The Last of Us chciano przedstawić świat po apokalipsie nie tylko jako szary, zniszczony i gnijący. Dla artystów punktem wyjścia przy projektowaniu każdego elementu był koncept środowiska postapokaliptycznego, starano się jednak, żeby wszystkie z nich były realistyczne. Według Straleya, grafikom przy opracowywaniu każdego elementu, np. ściany, przyświecała idea „zrobienia najbardziej wyjebanej w kosmos ściany, jaką kiedykolwiek stworzono”. Ze względu na dużą liczbę rzeczy, które w grze powinny się znaleźć, ale ograniczone możliwości konsoli, dział artystyczny często wykłócał się o elementy, które inne działy uznawały za zbędne. Ostatecznie wypracowano kompromis pomiędzy prostotą a szczegółowością; Straley i Druckmann optowali za tą pierwszą opcją, a dział artystyczny za drugą. Żeby wywołać u gracza odpowiednie emocje duży nacisk położono również na artystyczną kompozycję miejsc odwiedzanych w grze. W ostatnich tygodniach prac nad grą część obowiązków działu artystycznego przejęli inni członkowie studia, np. Straley zajmował się rozmieszczeniem tekstu na ekranach z poradami. Dyrektor artystyczny Nate Wells stwierdził: „W życiu nie widziałem, żeby reżyser gry zajmował się czymś, co normalnie zleciłoby się stażyście”.
Projekt wyglądu zarażonych podczas produkcji przeszedł liczne zmiany. Na wczesnym etapie rozważano wygląd zbliżony do obcych albo zombie. Ostateczny projekt powstał, kiedy główny grafik postaci Michael Knowland połączył ze sobą zdjęcia chorób i rozrostu grzybów, a następnie nałożył je na człowieka. Stwierdził, że zamiana grafiki z dwuwymiarowej na trójwymiarową, pozwalającą obejrzeć przedmiot z różnych kątów, jest niełatwa, a żeby to zrobić gotowy rysunek koncepcyjny należało przekazać artystom odpowiedzialnym za oświetlenie i efekty wizualne, którzy odtwarzali go na silniku gry. Ponieważ w grze rzadko występują sztuczne źródła światła, zespół zmuszony był wymyślić, jak oświetlić większość scen promieniami słonecznymi. Chcąc stworzyć oświetlenie wysokiej jakości wykorzystano lightmapy, które nastręczały jednak różnych problemów, takich jak chociażby brak ciągłości oświetlenia; ten konkretny problem rozwiązano nieznacznym zmodyfikowaniem intensywności tekseli. Kiedy w scenach umieszczono modele postaci, początkowo wyglądały one nie na miejscu, ale efekt ten znikł po dodaniu cieni.
Czołówkę zaprojektował Henry Hobson, a wyreżyserował ją Kevin Joelson. Jej koncept powstał w styczniu 2013, a prace rozpoczęto w marcu. Pierwotnie nie planowano żadnej sekwencji tytułowej, zdecydowano się jednak na nią, żeby „wypełnić lukę” pomiędzy prologiem a rozgrywającą się dwadzieścia lat później następną sceną – zdaniem twórców, bez czołówki zmiana ta była „zbyt nagła”. Czołówka powstała w San Diego Studio, a składają się na nią zdjęcia rozrastającego się przez wiele dni grzyba w sekwencji poklatkowej; cyfrowo wygenerowano jedynie zarodniki pod koniec. Sekwencja zainspirowana została Planetą Ziemia, gdzie wykorzystano podobny koncept.

### Muzyka i dźwięk
Podczas produkcji Druckmann i Straley stworzyli kompilację utworów, które dawały im inspirację. Kiedy poszukiwali kompozytora do gry zdali sobie sprawę, że wiele utworów z ich składanki zostało nagranych przez Gustava Santaolallę. Straley uznał jego muzykę za „organiczną instrumentację, minimalistyczną, dysonującą i rezonującą z dźwiękami”. Sony skontaktowało się z Santaolallą, który przyjął propozycję. Po zapoznaniu się z zarysem fabularnym The Last of Us wyraził podekscytowanie współpracą; już wcześniej chciał nagrać muzykę do gry, odrzucił jednak poprzednie propozycje, ponieważ nie koncentrowały się na fabule i postaciach.
Ze względu na podejście do komponowania muzyki Santaolalli, który nie potrafi zapisywać ani czytać nut, a po prostu gra, pracę nad The Last of Us rozpoczął na wczesnym etapie produkcji. Druckmann przedstawił mu postacie, fabułą i tematykę gry, nie dając żadnych konkretnych wskazówek odnośnie do tego, jak powinna brzmieć muzyka. Santaolalla docenił daną mu wolną rękę, stwierdzając, że pomogło to przy komponowaniu. Uznał, że projekt wymaga od niego „udania się w jakieś ciemne miejsce, bardziej fakturalne, niekoniecznie melodyczne”. Chcąc sprawdzić samego siebie używał instrumentów, z którymi nie był obeznany, co dodatkowo miało zwiększyć poczucie zagrożenia, jak i wrażenie niewinności. Muzykę do The Last of Us nagrywał na rozstrojonej gitarze, wydającej głębokie dźwięki. Żeby nadać melodiom unikalności nagrywał je w różnych pomieszczeniach, w tym w łazience i w kuchni. Twórcy chcieli, żeby SI gry wpływała na muzykę, a sama muzyka miała wywoływać reakcje u gracza, który dzięki znajomości dźwięków mógł przywołać jakąś odczuwaną już wcześniej emocję. Kierownik muzyczny Jonathan Mayer przyznał, że muzyka towarzysząca scenom akcji różni się od tej wykorzystywanej w innych grach komputerowych, ponieważ jest utrzymana „we względnie niskiej tonacji”, a jeżeli zastosuje się ją w innym kontekście, niepowiązanym z akcją czy walką, od razu zmienia się jej postrzeganie. Pierwszym utworem nagranym na potrzeby gry był jej motyw przewodni, „The Last of Us”, który wywarł na zespole ogromne wrażenie.
Zespół odpowiedzialny za projekt dźwięku zaczął prace już na wczesnym etapie rozwoju gry żeby osiągnąć jak najlepsze efekty, ponieważ szybko stwierdzono, że The Last of Us będzie pod tym względem przedsięwzięciem wymagającym. Dźwiękowcy na wstępie otrzymali od Druckmanna polecenie, żeby dźwięk był „subtelny”. Główny inżynier dźwięku Phillip Kovats był podekscytowany stworzeniem dźwięków całkowicie od podstaw; w grze nie wykorzystano żadnych, które pojawiały się we wcześniejszych produkcjach studia. Dzięki temu rozwiązaniu miały one, w poczuciu dźwiękowców, dodać całości poczucia napięcia, straty i nadziei. W grze wykorzystano dźwięki o wysokiej rozpiętości tonalnej, co pozwoliło na zapewnienie graczom informacji taktycznych o najbliższym otoczeniu. Dźwięk zaprojektowano jako mający odzwierciedlać mniej „rozdmuchany” i bardziej subtelny klimat niż w serii Uncharted, często decydowano się również na całkowity ich brak. Inspirując się To nie jest kraj dla starych ludzi zespół stosował się do metody „więcej znaczy mniej”; według Kovatsa, dążono do opowiedzenia historii poprzez minimalizm również w warstwie dźwiękowej. Straley przyznał, że dźwięk odgrywa kluczową rolę w niektórych scenach, kiedy niesie on ze sobą znacznie więcej napięcia niż to, co widać na ekranie. W jego odczuciu rozwiązanie to sprawia, że dźwięk – kiedy już się pojawia – oddziałuje na odbiorcę znacznie mocniej, potęgując efekt, o jaki chodziło twórcom. Dźwiękowcy starali się również oddać poprzez warstwę audio mroczną tematykę gry; ich zdaniem dźwięki powinny wybrzmiewać tak długo, jak to tylko możliwe, żeby potęgować napięcie. Zespół korzystał z technik propagacji, żeby umożliwić graczowi ustalenie dokładnego położenia przeciwnika wyłącznie na podstawie dźwięku, co miało zapewniać przewagę taktyczną. System ten, stworzony przez Naughty Dog, jest przetwarzany przez silnik gry, który w tym celu wykonuje 1500–2500 ray castów na klatkę. Zespół dużo czasu poświęcił na nagrywanie dźwięków niezbędnych do gry, w tym przede wszystkim drzwi i zardzewiałego metalu. Projektant dźwięku Neil Uchitel część dźwięków nagrał podczas podróży Rio de Janeiro; przykładowo nagrane tam odgłosy kurczaków wykorzystano w grze jako odgłosy szczurów. Zmiany w warstwie dźwiękowej wprowadzane były aż do samego końca prac nad grą.
Pomysł na odgłosy wydawane przez klikaczy, zarażonych w trzecim stadium, zainspirowane zostały materiałem z programu informacyjnego 2020 poświęconego niewidomym dzieciom, które komunikują się poprzez klikające dźwięki. Druckmann stwierdził: „Spodobał nam się pomysł, żeby posłużyć się tym łagodnym dźwiękiem i przypisać go czemuś strasznemu”. Poza wzbudzaniem strachu w graczu, dźwięk ten miał też odzwierciedlać ból i cierpienie samych klikaczy. Ich odgłosy, które zespół uznał za największe wyzwanie, zostały stworzone jako pierwsze. Do ich stworzenia zatrudniono ludzi; ostatecznie twórcy uznali, że idealnym dźwiękiem jest „gardłowy” dźwięk wydawany przez aktorkę głosową Misty Lee. Kovats obrobił go następnie, nakładając na niego jeszcze inne efekty dźwiękowe, tworząc ostateczną wersję odgłosów klikaczy.

### Remaster
W marcu 2014 pojawiły się nieoficjalne informacje, jakoby w produkcji znajdowała się odświeżona wersja gry na PlayStation 4. 9 kwietnia 2014 w PlayStation Store opublikowano kartę produktu The Last of Us Remastered; tego samego dnia Naughty Dog oficjalnie potwierdziło, że wersja taka trafi do sprzedaży. Remaster The Last of Us charakteryzuje się zwiększoną odległością rysowania obiektów, większą rozdzielczością tekstur i wyświetlanego obrazu, ulepszonym oświetleniem i cieniowaniem oraz usprawnioną mechaniką walki. Wersja ta uruchamiana jest w natywnej rozdzielczości 1080p w prędkości 60 klatek na sekundę. Podczas konferencji Sony na targach Electronic Entertainment Expo 2014 zapowiedziano, że gra trafi do sprzedaży 29 lipca tego samego roku. W Remastered zawarto część zawartości do pobrania, w tym kampanię fabularną Left Behind i niektóre mapy do trybu wieloosobowego, podczas gdy inne należało dokupić osobno.
W Remastered czterokrotnie zwiększono rozdzielczość tekstur postaci, podwojono cienie i zaimplementowano nowe oświetlenie. Zmniejszono efekt rozmycia ruchu podczas obracania kamery, co w pierwotnej wersji miało maskować wolniejsze ładowanie się tekstur, a lokacje otrzymały „ostrzejszy” wygląd. Ponieważ gra wczytywała się z dysku konsoli, a nie z płyty, skróciły się czasy ładowania, dodano również możliwość wyboru wyjścia audio. Jednym z największych problemów, jakie napotkali twórcy, było zmieszczenie całej zawartości odświeżonej wersji na jednym dysku Blu-ray, co utrudniały tekstury wyższej rozdzielczości oraz zawarcie w pakiecie Left Behind. Według głównego projektanta Remastered, Christiana Gyrlinga, wersja ta „sprawiała wrażenie zepsutej aż do tygodnia przed premierą”.
Prace nad Remastered rozpoczęły się niedługo po premierze The Last of Us w czerwcu 2013. Chociaż początkowo projekt ten traktowano z dużą dozą luzu, prace przybrały na intensywności, kiedy studio uświadomiło sobie, że jest na niego zapotrzebowanie. Pracę nad kodem źródłowym rozpoczęto dopiero w lutym 2014, kiedy do projektu przydzielono większą liczbę pracowników. Po zakończeniu prac nad oryginalną wersją gry programiści oczekiwali, że będzie mogła ona zostać przeportowana na PlayStation 4, ale planowanie i przygotowania do tego procesu rozpoczęły się dopiero po premierze The Last of Us. Zamiarem zespołu było stworzenie „prawdziwego” remasteru, zachowującego „kluczowe aspekty doświadczenia”, nie zmieniającego jednak fabuły ani rozgrywki. Zespół początkowo nie był zgodny odnośnie do tego, czy gra powinna być wyświetlana w prędkości trzydziestu, czy sześćdziesięciu klatek na sekundę; po sprawdzeniu obu opcji w akcji, zdecydowano się na tę drugą. Zespół pracujący nad Remastered był znacząco mniejszy, niż ten, który tworzył The Last of Us, przede wszystkim nie było w nim żadnych projektantów. Druckmann wyjaśnił, że wynikało to z faktu, że Remastered jest tylko ulepszeniem oryginału, ograniczającym się do usprawnienia aspektów technicznych i graficznych, niewymagającym tworzenia niczego od nowa.

### Remake
O remake’u The Last of Us, tworzonym pod nazwą kodową „T1X”, po raz pierwszy poinformował w kwietniu 2021 Jason Schreier z agencji Bloomberga. Według ujawnionych przez niego informacji pracami nad „T1X” początkowo zajmowało się inne studio należące do Sony, Visual Arts Support Group, jednak został przeniesiony do Naughty Dog, kiedy w 2020 do projektu dołączyło kilku pracowników. 9 czerwca 2022 zwiastun i informacje o grze, zatytułowanej The Last of Us Part I, przedwcześnie ujawniono w PlayStation Store. Oficjalna zapowiedź miała miejsce później tego samego dnia podczas Summer Game Fest; 2 września 2022 Part I trafiła do sprzedaży na PlayStation 5; premiera wersji na Windowsa planowana jest na 3 marca 2023.
Part I trafiła do sprzedaży w kilku wersjach, dających dostęp do różnej cyfrowej zawartości. Reżyserem został Matthew Gallant, a dyrektorem kreatywnym Shaun Escayg, którzy zastąpili Straleya i Druckmanna. Gallant pracował wcześniej jako reżyser walki przy oryginalnej grze i Uncharted 4: Kresie złodzieja (2016), a przy The Last of Us Part II (2020) jako główny projektant systemów, współpracując przy tworzeniu opcji przystępności. Escayg był głównym animatorem przerywników filmowych The Last of Us, a następnie dyrektorem kreatywnym Uncharted: Zaginionego dziedzictwa (2017). Następnie opuścił studio i pracował jako dyrektor kreatywny i współscenarzysta Marvel’s Avengers (2020) w Crystal Dynamics, wracając do Naughty Dog w kwietniu 2021. Produkcja Part I zakończyła się 11 lipca, kiedy grę skierowano do tłoczni. Według głównego grafika środowiska Anthony’ego Vaccara, w przeciwieństwie do kilku poprzednich gier studia, tym razem proces przebiegał bez crunchu.

## Marketing i promocja

### Zapowiedź
W grudniu 2011, jeszcze przed zapowiedzią gry, w Uncharted 3: Oszustwie Drake’a znaleziono easter egg nawiązujący do fabuły The Last of Us: nagłówek w gazecie informujący o zabójczym grzybie. Studio przyznało, że grę pierwotnie planowano zapowiedzieć podczas targów Electronic Entertainment Expo w czerwcu 2011, ale po tym, jak zapowiedź przeniesiono na grudzień, zapomniano usunąć wzmiankę z Oszustwa Drake’a. Na kilka tygodni przed zapowiedzią The Last of Us na Times Square pojawił się billboard zapowiadający „grę dostępną wyłącznie na PlayStation 3, w którą nie uwierzycie”. Sony oficjalnie zapowiedziało grę 10 grudnia 2011 podczas gali rozdania Spike Video Game Awards. Niedługo później Evan Wells, wiceprezes Naughty Dog, ujawnił pierwsze szczegóły na jej temat, informując, że będzie ona „definiującym gatunek doświadczeniem mieszającym ze sobą elementy survivalu i akcji, żeby przedstawić koncentrującą się na postaciach opowieść o współczesnej pladze dziesiątkującej ludzkość”. Dodał, że w grze natura wygrała z cywilizacją, zmuszając pozostałych przy życiu ludzi zabijać, żeby zdobyć jedzenie i inne niezbędne zasoby, pokrótce zarysował również sylwetki Joela i Ellie oraz główny zamysł fabularny. 9 grudnia 2012 zaprezentowano okładkę gry, przedstawiającą Ellie i Joela. Twórcy walczyli o to, żeby umieścić Ellie na przedzie, pomimo nacisków z zewnątrz, żeby przenieść ją do tyłu. Jak powiedział Druckmann: „Odbyliśmy liczne dyskusje, podczas których próbowano nas przekonać, żebyśmy przesunęli Ellie do tyłu, ale w Naughty Dog wszyscy jak jeden mąż się temu sprzeciwili”.
W styczniu 2013 studio poinformowało, że The Last of Us nie trafi do sprzedaży 7 maja, jak pierwotnie zakładano; premierę przesunięto na 14 czerwca, żeby móc dopracować grę. W oświadczeniu prasowym Naughty Dog wyjaśniło: „Zamiast coś usuwać albo robić coś sprzecznego z naszą wizją, podjęliśmy trudną decyzję, że potrzebujemy jeszcze kilku tygodni, żeby każdy detal sprostał naszym wewnętrznym wysokim standardom”.

### Zwiastuny
Gra była intensywnie promowana poprzez zwiastuny. Pierwszy z nich zaprezentowano wraz z zapowiedzią gry, zarysowywał on jej ogólny koncept, postacie i świat przedstawiony. Przed jego opublikowaniem twórcy długo dyskutowali nad tym, jakie elementy rozgrywki powinny zostać w nim przedstawione. Pierwotnie planowano w ogóle nie pokazywać w nim zarażonych, co miało lepiej podkreślić skoncentrowanie się na postaciach. Ostatecznie postanowiono, że zarażeni w zwiastunie się pojawią, w przeciwnym wypadku fani mogą tak bardzo oczekiwać jakichś informacji na ich temat, że postacie zejdą na drugi plan. Przygotowując ostateczną wersję zwiastuna starano się przedstawić w nim tak wiele funkcjonalności rozgrywki, jak to tylko możliwe, w tym przeciwników, walkę wręcz, skradanie i relacje pomiędzy postaciami. Pierwszy zwiastun fabularny, przedstawiający scenę osaczenia Joela i Ellie przez łowców, zaprezentowano 15 maja 2012, zaś dzień później opublikowano zwiastun The Sky has Turned Grey. Ponieważ po pierwszych zapowiedziach gry wiele osób uznało, że Ellie jest podobna do Ellen Page, zwiastun z 16 maja prezentował nowy wygląd postaci, mającej bardziej przypominać grającą ją Ashley Johnson.
13 lipca, podczas panelu poświęconemu grze na San Diego Comic-Con International, zaprezentowano zwiastun fabularny, w którym ujawniono postać Billa.
14 sierpnia 2012 podczas targów Gamescom zaprezentowano trzeci zwiastun, koncentrujący się na świecie gry i przeciwnikach. Na tych samych targach udostępniono również materiał zza kulis, dokumentujący proces powstawiania przerywników filmowych – od surowego materiału, po gotową scenkę. Podczas PAX Prime 2012 przedstawiono materiał omawiający rozgrywkę, zaś 7 grudnia, podczas Spike Video Game Awards, zwiastun poświęcony fabule. Zwiastun telewizyjny wyemitowano 31 marca 2013 na antenie AMC po Witajcie w grobowcach, finałowym odcinku trzeciej serii The Walking Dead. 4 czerwca zaprezentowano zwiastun poświęcony rozgrywce wieloosobowej, a 11 czerwca podczas targów Electronic Entertainment Expo 2013 ostatni zwiastun przedpremierowy.

### Wydania i materiały dodatkowe
Wersja demonstracyjna The Last of Us dołączana była do kopii God of War: Wstąpienia i była dostępna od 31 maja 2013 do premiery gry. Żeby zachęcić do nabycia gry w przedsprzedaży Naughty Dog nawiązało współpracę z kilkoma sieciami, przygotowując kilka wydań specjalnych. „Post-Pandemic Edition” wydano w specjalnym opakowaniu, zawierało dodatkowo figurkę Joela i Ellie oraz kody pozwalające odblokować dodatkową zawartość zarówno w kampanii fabularnej, jak i w trybie wieloosobowym. „Joel Edition” i „Ellie Edition” zawierają podobną zawartość, ale część spersonalizowana jest pod tytułową postać.
| Zawartość                            | Zawartość                            | Standardowe            | Survival Edition | Joel Edition | Ellie Edition | Post-Pandemic Edition | Edycja kolekcjonerska |
| ------------------------------------ | ------------------------------------ | ---------------------- | ---------------- | ------------ | ------------- | --------------------- | --------------------- |
| Gra                                  | Gra                                  | ✔                      | ✔                | ✔            | ✔             | ✔                     | ✔                     |
| Naklejki                             | Naklejki                             | ✔                      | ✔                | ✔            | ✔             | ✔                     | ✔                     |
| Dodatkowa zawartość                  | Sights and Sounds                    | tylko w przedsprzedaży | ✔                | ✔            | ✔             | ✔                     | ✔                     |
| Dodatkowa zawartość                  | Survival                             | tylko w przedsprzedaży | ✔                | ✔            | ✔             | ✔                     | ✔                     |
| Minikomiks                           | Minikomiks                           | ✘                      | ✔                | ✔            | ✔             | ✔                     | ✘                     |
| Artbook                              | Artbook                              | ✘                      | ✔                | ✘            | ✘             | ✘                     | ✔                     |
| Steelbook                            | Steelbook                            | ✘                      | ✔                | ✘            | ✘             | ✔                     | ✔                     |
| Alternatywna okładka American Dreams | Alternatywna okładka American Dreams | ✘                      | ✔                | ✘            | ✘             | ✔                     | ✔                     |
| Skórka z gry LittleBigPlanet         | Skórka z gry LittleBigPlanet         | ✘                      | ✘                | dla Joela    | dla Ellie     | ✘                     | ✔                     |
| Skórka na kontroler                  | Skórka na kontroler                  | ✘                      | ✘                | z Joelem     | z Ellie       | ✘                     | ✔                     |
| Plakat                               | Plakat                               | ✘                      | ✘                | z Joelem     | z Ellie       | ✘                     | ✘                     |
| Płócienna saszetka                   | Płócienna saszetka                   | ✘                      | ✘                | ✔            | ✔             | ✘                     | ✘                     |
| Miniartbook                          | Miniartbook                          | ✘                      | ✘                | ✔            | ✔             | ✘                     | ✘                     |
| Figurka Joela i Ellie                | Figurka Joela i Ellie                | ✘                      | ✘                | ✘            | ✘             | ✔                     | ✔                     |
| Zestaw pocztówek                     | Zestaw pocztówek                     | ✘                      | ✘                | ✘            | ✘             | ✘                     | ✔                     |
| T-shirt i parasol                    | T-shirt i parasol                    | ✘                      | ✘                | ✘            | ✘             | ✘                     | ✔                     |

Wydawnictwo Dark Horse wydało czterozeszytową miniserię komiksową The Last of Us: American Dreams. Komiks, napisany przez Druckmanna i ilustrowany przez Faith Erin Hicks, pełni funkcję prequelu gry, opowiadając o podróży młodszej Ellie i innej ocalałej, a zarazem jej przyjaciółki – Riley. Pierwszy zeszyt wydano 3 kwietnia 2013, a dodruk trafił do sprzedaży 29 maja; drugi zeszyt wydano tego samego dnia, trzeci 26 czerwca, a czwarty 31 lipca. Całość wydana została w formie jednego tomu 30 października.